# 基普列沃农村居民点
基普列沃农村居民点（俄语：Кипревское сельское поселение）是俄罗斯联邦弗拉基米尔州基尔扎奇区所属的一个农村居民点。其下辖有51个居民点，行政中心为基普列沃。据2016年统计，该农村居民点的人口为2647人。